# Середні Шапи
Середні Ша́пи (рос. Средние Шапы, марій. Шап) — присілок у складі Медведевського району Марій Ел, Росія. Входить до складу Азяковського сільського поселення.
Стара назва — Шапи.

## Населення
Населення — 176 осіб (2010; 143 у 2002).
Національний склад (станом на 2002 рік):
- лучні марійці — 72 %